# Campionato italiano di calcio da tavolo 2006
Il trentaduesimo campionato italiano di calcio da tavolo venne organizzato dalla F.I.S.C.T. a Bari il 1° e 2 aprile 2006.
Sono stati assegnati 6 titoli:
- Open
- Veterans (Over40)
- Under19
- Under15
- Under12
- Femminile

## Medagliere
| Pos. | Regione        |   |   |   | Totale |
| ---- | -------------- | - | - | - | ------ |
| 1    | Campania       | 4 | 3 | 5 | 12     |
| 2    | Lazio          | 1 | 1 | 0 | 2      |
| 3    | Toscana        | 1 | 0 | 1 | 2      |
| 4    | Emilia-Romagna | 0 | 1 | 2 | 3      |
| 5    | Puglia         | 0 | 1 | 0 | 1      |
| 6    | Sardegna       | 0 | 1 | 0 | 1      |
| 7    | Calabria       | 0 | 1 | 0 | 1      |
| 8    | Lombardia      | 0 | 0 | 1 | 1      |

## Risultati

### Categoria Open

#### Girone A
- Luca Capellacci - Luca Licheri 5-0
- Luca Capellacci - Alberto Borsani 5-0
- Luca Licheri - Alberto Borsani 0-2

#### Girone B
- Marco Borriello - Francesco Quattrini 1-0
- Marco Borriello - Matteo Balboni 2-1
- Francesco Quattrini - Matteo Balboni 3-0

#### Girone C
- Stefano Capossela - Matteo Suffritti 4-3
- Stefano Capossela - Enrico Guidi 1-1
- Matteo Suffritti - Enrico Guidi 2-2

#### Girone D
- Saverio Bario - Paolo Licheri 5-0
- Saverio Bario - Stefano Buono 2-1
- Stefano Buono - Paolo Licheri 1-1

#### Girone E
- Marco Gagliardi - Massimiliano Croatti 1-1
- Marco Gagliardi - Leandro Cuzzocrea 4-0
- Massimiliano Croatti - Leandro Cuzzocrea 3-0

#### Girone F
- Daniele Bertelli - Giuseppe Triggiani 5-0
- Daniele Bertelli - Maurizio Jon Scotta 3-1
- Maurizio Jon Scotta - Giuseppe Triggiani 3-0

#### Girone G
- Massimo Bolognino - Massimiliano Reina 7-0
- Massimo Bolognino - Emanuele Licheri 3-0
- Emanuele Licheri - Massimiliano Reina 8-0

#### Girone H
- Daniele Pochesci - Tommaso Tricoli 6-0
- Daniele Pochesci - Vincenzo Varriale 3-0
- Vincenzo Varriale - Tommaso Tricoli 6-2

#### Ottavi di finale
- Luca Capellacci - Emanuele Licheri 1-2
- Marco Borriello - Vincenzo Varriale 1-0
- Stefano Capossela - Massimiliano Croatti 1-2 d.t.s.
- Saverio Bari - Maurizio Jon Scotta 4-2
- Marco Gagliardi - Enrico Guidi 1-2 d.t.s.
- Daniele Bertelli - Stefano Buono 3-1
- Massimo Bolognino - Alberto Borsani 5-1
- Daniele Pochesci - Francesco Quattrini 1-0

#### Quarti di finale
- Daniele Pochesci - Emanuele Licheri 2-2* d.c.p.
- Marco Borriello - Massimo Bolognino 0-3
- Massimiliano Croatti - Daniele Bertelli 1-2 d.t.s.
- Saverio Bari - Enrico Guidi 1-2 d.t.s.

#### Semifinali
- Emanuele Licheri - Enrico Guidi 1-2
- Massimo Bolognino - Daniele Bertelli 2-1 d.t.s.

#### Finale
- Enrico Guidi - Massimo Bolognino 1-2 d.t.s.

### Categoria Under19

#### Girone Unico
- Stefano Buono - Mario Frittelli 6-1
- Stefano Buono - Pierpaolo Silano 7-0
- Mario Frittelli - Pierpaolo Silano 1-0

#### Finale
- Stefano Buono - Mario Frittelli 7-2

### Categoria Under15

#### Girone A
- Mattia Bellotti - Cristopher Rossi 3-1
- Mattia Bellotti - Francesco Turco 7-0
- Cristopher Rossi - Francesco Turco 5-0

#### Girone B
- Manuel Guidi - Simone Esposito 3-0
- Manuel Guidi - Alberto Acerbi 2-0
- Simone Esposito - Alberto Acerbi 1-1

#### Girone C
- Matteo Coccia - Simone Palmieri 2-1
- Matteo Coccia - Marcello Esposito 1-0
- Simone Palmieri - Marcello Esposito 1-0

#### Girone D
- Matteo Muccioli - Catani 4-0
- Andrea Roveri - Giosuè Carducci 4-1
- Matteo Muccioli - Giosuè Carducci 5-0
- Andrea Roveri - Catani 2-2
- Matteo Muccioli - Andrea Roveri 5-0
- Giosuè Carducci - Catani 1-2

#### Barrages
- Alberto Acerbi - Simone Palmieri 1-4
- Andrea Roveri - Michael Plumari 2-1

#### Quarti di finale
- Andrea Roveri - Mattia Bellotti 0-7
- Matteo Muccioli - Danilo Piccione 4-0
- Matteo Coccia - Manuel Guidi 1-0
- Simone Palmieri - Cristopher Rossi 1-3

#### Semifinale
- Matteo Muccioli - Mattia Bellotti 0-4
- Matteo Coccia - Cristopher Rossi 2-1

#### Finale
- Mattia Bellotti - Matteo Coccia 5-0

### Categoria Under 12

#### Girone A
- Simone Palmieri - Celestino Guidi 5-1
- Simone Palmieri - Luca Nunziatini 3-1
- Celestino Guidi - Luca Nunziatini 1-1

#### Girone B
- Giosuè Carducci - Angelo Gara 2-0
- Federica Bellotti - Salvatore Carducci 2-1
- Giosuè Carducci - Salvatore Carducci 0-0
- Federica Bellotti - Angelo Gara 6-0
- Giosuè Carducci - Federica Bellotti 1-1
- Salvatore Carducci - Angelo Gara 1-0

#### Semifinali
- Simone Palmieri - Giosuè Carducci 2-1
- Federica Bellotti - Luca Nunziatini 1-2 d.t.s.

#### Finale
- Simone Palmieri - Luca Nunziatini 2-0

### Categoria Veterans

#### Girone A
- Severino Gara - Massimo Marangoni 6-0
- Severino Gara - Nicola Ranieri 4-0
- Massimo Marangoni - Nicola Ranieri 1-2

#### Girone B
- Massimo Bellotti - Antonacci 7-0
- Massimo Bellotti - Francesco Bressi 4-3
- Francesco Bressi - Antonacci 1-1

#### Girone C
- Massimiliano Schiavone - Vincenzo Chiesa 4-2
- Massimiliano Schiavone - Carlo Melia 1-0
- Carlo Melia - Vincenzo Chiesa 3-2

#### Girone D
- Livio Cerullo - Alfredo Palmieri 6-0
- Stefano Buzzi - Alfredo Palmieri 5-0
- Stefano Buzzi - Livio Cerullo 0-0

#### Quarti di finale
- Severino Gara - Carlo Melia 3-0
- Livio Cerullo - Francesco Bressi 1-0
- Massimiliano Schiavone - Nicola Ranieri 4-0
- Stefano Buzzi - Massimo Bellotti 3-0

#### Semifinali
- Severino Gara - Livio Cerullo 2-1
- Massimiliano Schiavone - Stefano Buzzi 2-1

#### Finale
- Severino Gara - Massimiliano Schiavone 2-0

### Categoria Femminile

#### Girone Unico
- Gabriella Costa - Sara Guercia 1-0
- Alessandra Brescia - Federica Bellotti 3-0
- Gabriella Costa - Federica Bellotti 1-0
- Alessandra Brescia - Sara Guercia 0-0
- Gabriella Costa - Alessandra Brescia 0-0
- Sara Guercia - Federica Bellotti 0-1

#### Semifinali
- Gabriella Costa - Sara Guercia 1-0
- Alessandra Brescia - Federica Bellotti 2-0

#### Finale
- Gabriella Costa - Alessandra Brescia 1-2 d.t.s.